# István IV Báthory
Dans le nom hongrois Báthori István, le nom de famille précède le prénom, mais cet article utilise l’ordre habituel en français István Báthori, où le prénom précède le nom.
István Báthori (en hongrois ecsedi Báthori István) (1430–1493) est un chef militaire du XVe siècle et un grand officier du royaume de Hongrie. Il fut notamment voïvode de Transylvanie de 1479 à 1493.

## Biographie
Membre de la famille Báthory, il est le fils de István III Báthory (en) qui fut palatin de Hongrie et de Katalin Pető de Szántó. Il est le grand-père de la comtesse Élisabeth Báthory.
Il fut Maître de la table (1458-?), Juge suprême du Royaume de Hongrie (1471-1493) et voïvode de Transylvanie (1479-1493).

Après la mort du roi Matthias en 1490, il soutient, aux côtés de Pál Kinizsi, le roi polonais Vladislas II de Hongrie lors de la bataille de Csonthegy le 4 juillet 1490 contre le fils illégitime de Matthias et successeur désigné Jean Corvin.
En raison de sa cruauté en Transylvanie, notamment envers les Sicules, il est déposé par le roi Vladislaus II en 1493. Il meurt peu de temps après.

## Sources
- Magyar életrajzi lexikon I. (A–K), Főszerk, Kenyeres Ágnes, Budapest: Akadémiai, 1967.